# Jaan Eslon
Jaan Eslon (Falköping, 14 de març de 1952 – Las Palmas, 24 de setembre de 2000) fou un jugador d'escacs suec, d'origen estonià, que tenia el títol de Mestre Internacional des de 1977. Va passar la major part de la seva carrera escaquística a Espanya, on va viure des del 1982, quan es va casar i va tenir una filla (la seva muller era de Benetússer) fins a la seva mort.

## Biografia i resultats destacats en competició
El 1969 va guanyar el campionat juvenil de Suècia. El 1976 va ser 2n al torneig d'Eksjö.
A l'edat de vint anys va conèixer Jan Timman i el relat de les seves experiències el va motivar a convertir els escacs en una professió. Va abandonar l'escola i va passar tres anys participant en diversos torneigs, mentre descansava a Suècia a temporades treballant per pagar els seus viatges. El seu primer torneig d'un cert nivell es va disputar a les Balears, el torneig Can Picafort, gràcies a l'ajuda d'un amic amb qui va viatjar pel país participant en tots els torneigs on se li va permetre, i va quedar-hi en segon lloc. Des de llavors va viatjar a Espanya sempre que podia i va seguir jugant, fins que va obtenir el seu més gran èxit quan va guanyar la primera edició del torneig de Linares el 1978 (no era encara però un super-torneig).
El seu joc es caracteritzava per una sòlida formació acadèmica apresa d'una manera autodidacta. Va destacar jugant amb negres. Solvent en la majoria d'obertures, era molt precís en els finals de peces menors.
Va morir d'un atac cardíac durant el torneig de Las Palmas de 2000. Pocs mesos més tard, es va disputar a Castelló un torneig d'escacs ràpids en la seva memòria, el qual es va seguir disputant periòdicament durant anys.